# Love Is Magic (Neoton-album)
A Love Is Magic a Neoton Família Dél-Koreában megjelent válogatásalbuma, az együttes addigi slágereinek gyűjteménye. Érdekessége, hogy két ottani kiadó is megjelentette, eltérő borítóval, melyeken Éva látható énekesnőivel, különböző szögekből fotózva.

## Megjelenések
| Ország    | Formátum | Sorszám  | Kiadó       | Év   |
| --------- | -------- | -------- | ----------- | ---- |
| Dél-Korea | LP       | RPL-8322 | Bond        | 1985 |
| Dél-Korea | LP       | SDPR-006 | South Korea | 1986 |

## Az album dalai
- Love Is Magic
- Marathon
- Carnival
- Bars And Chains
- Ladybird
- Sugar Boy
- Adam And Eve
- It's All Over
- Senorita Rita
- Every Night